# Fin de siècle

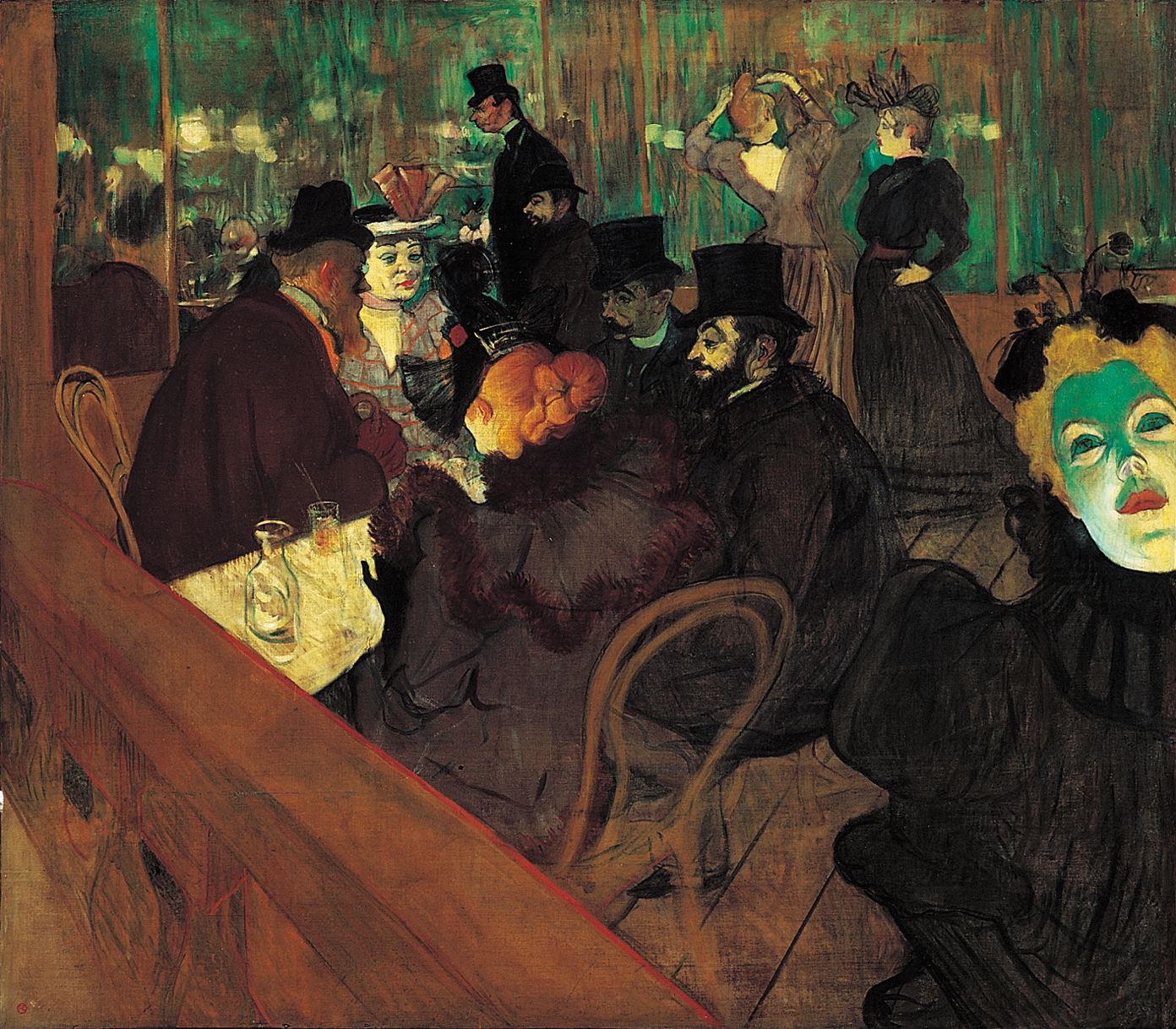
Анри де Тулуз-Лотрек. В «Мулен Руж». Парижское кабаре «Мулен-Руж» — один из символов культуры «конца века»

Fin de siècle (с фр. — «конец века» [фэн де сьекль]), иногда финдесье́кль, также Декада́нс (фр. Décadence) — обозначение характерных явлений рубежа XIX и XX веков в истории европейской культуры.
К явлениям конца века относили индивидуализм, отказ от общественной жизни и общепринятых моральных норм, разнообразные проявления «упадка». Размышления об особенностях эпохи и их причинах составили основное или значительное содержание произведений таких мыслителей, как Фридрих Ницше, Макс Нордау, Бенедетто Кроче, Ханс Дельбрюк и др.
В популярном употреблении ходовое выражение применялось в любых сочетаниях: «галстук конца века», «женщина конца века», «преступление конца века». Для обозначения позитивных аспектов того же периода используется выражение «Прекрасная эпоха». В России первое десятилетие XX века известно под названием «Серебряный век».

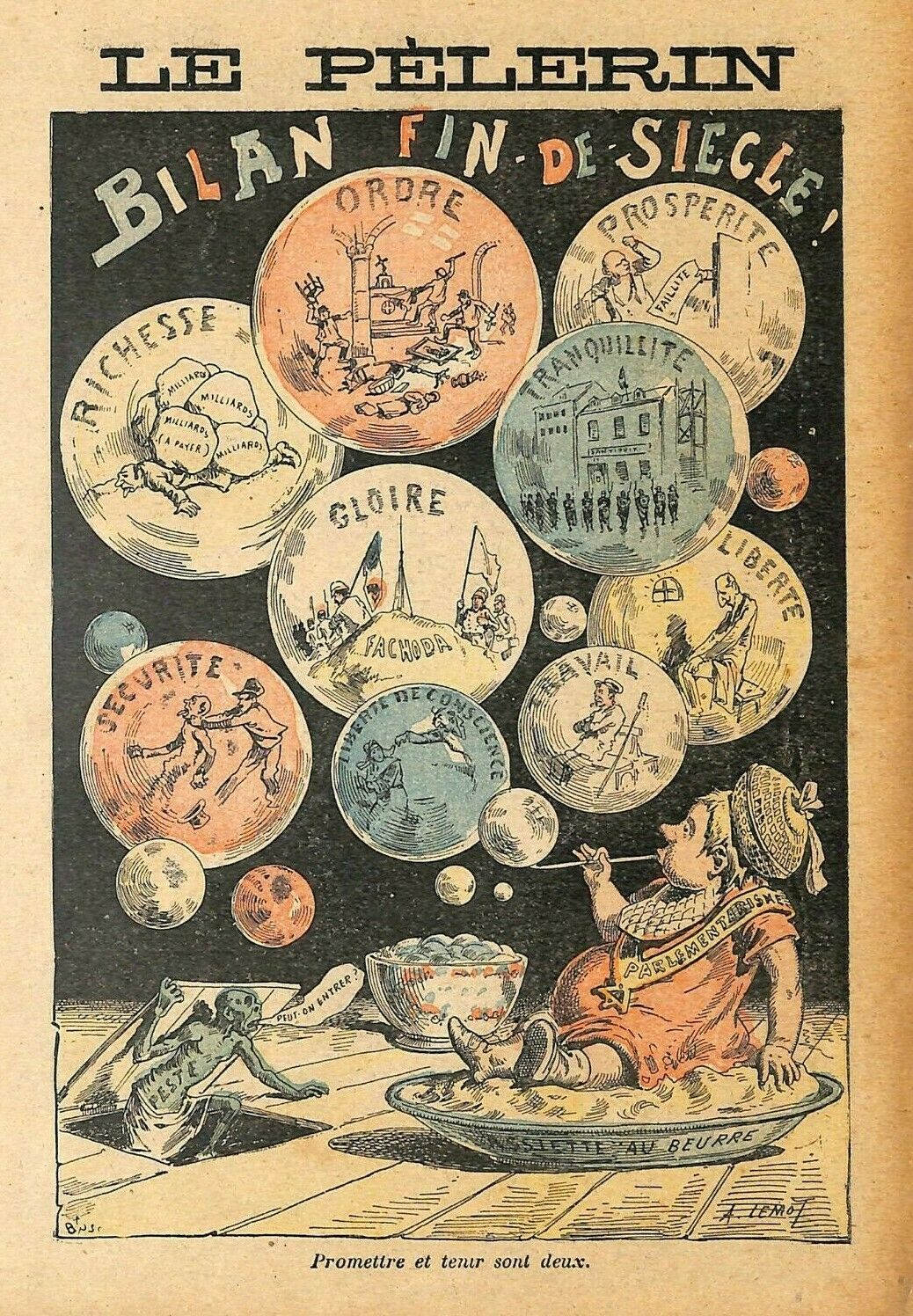
Французская карикатура на настроения «конца века», напечатанная в 1900 году

## Происхождение выражения
Выражение fin de siècle впервые появилось в 1886 году во французской газете Le Décadent[fr]. По другой версии, при обсуждении в журнале L'Intermédiaire des chercheurs et curieux[fr] в 1901 году происхождения этого выражения выяснилось, что моду на него создала пьеса «Конец века» французских писателей Микара и Жувено, впервые поставленная 17 апреля 1888 года. Уже в начале 1890-х годов именование «конец века» стало использоваться критиками, писателями, деятелями искусства для обозначения не столько временного отрезка, сколько особого умонастроения. Выражение «fin de siècle» (как и «конец века») стало синонимом утончённости переживаний и нервной обострённости ощущений, пессимизма, усталости от жизни. Выражение быстро распространилось в других странах Европы: так, уже в 1891 году роман под названием «Fin de siècle» (так, по-французски) опубликовал австрийский писатель Герман Бар.